# Прохождение Венеры по диску Солнца 8 июня 2004 года
Прохождение Венеры по диску Солнца 8 июня 2004 года — астрономическое явление: для земного наблюдателя в течение нескольких часов тёмный диск Венеры (видимый диаметр — примерно 1') передвигался по диску Солнца (диаметр — около 30'). Это первое прохождение текущей пары, второе состоялось 6 июня 2012 года. Предыдущая пара прохождений происходила в 1874 и 1882 гг., а следующая произойдёт в 2117 и 2125 гг.

## Описание
Весь XX век прошёл без прохождений Венеры по диску Солнца, наблюдаемых с Земли. С помощью появившихся в середине XX века радиолокационных методов определения расстояний до планет с большой точностью было вычислено расстояние от Земли до Солнца и оказалось, что оценки конца XIX века были довольно близки к современным. С началом освоения космического пространства стало принципиально возможным наблюдать прохождение Венеры по диску Солнца не только с Земли, но и из космоса, причем в принципе, в любой момент времени (нужно, чтобы в тот момент Венера располагалась между космическим аппаратом и Солнцем). Не только с Земли, но и прямыми измерениями на Венере была детально исследована её атмосфера, открытая М. В. Ломоносовым во время прохождения 1761 года.
Тем не менее, наблюдение прохождения Венеры по диску Солнца с Земли и в начале XXI века представляло интерес. Для земного наблюдателя это явление произошло в 2004 году. Полностью его можно было наблюдать в восточном полушарии, включая большую часть России, за исключением лишь самой восточной её части, где явление наблюдалось до заката — в Европе, Азии и Африке. Прохождение Венеры по диску Солнца можно было наблюдать в прямом эфире на экране компьютера из любой точки земного шара, технологии позволяли записывать прямые наблюдения на видео и затем просматривать с любой скоростью. Было сделано много фотографий прохождения Венеры по диску Солнца 2004 года из космоса — спутником TRACE и как минимум ещё одним ИСЗ. Время явления для любой точки Земли, включая моменты контактов, можно было определить с помощью специальных компьютерных программ-планетариев с неплохой точностью. Такие данные программ различных производителей несколько различались (разброс — до 20 минут), поэтому при определении моментов контактов всё-таки больше доверия было данным, публикуемым астрономическими обсерваториями в астрономических календарях (например, в «Астрономическом календаре Пулковской обсерватории на 2004 год») и других изданиях:12.
По-прежнему важным было наблюдение «явления Ломоносова», появилось новое применение — измерение ослабления солнечного света Венерой при прохождении для отладки методов поиска экзопланет, любители проверяли параллактическим методом значение астрономической единицы. Во время прохождения Венеры по диску Солнца 2004 года были получены фотографии МКС, пролетающей на фоне Солнца, а в некоторых точках земной поверхности — и на фоне Венеры:12.

Траектория перемещения Венеры по диску Солнца для геоцентрического наблюдателя (слева направо).

Для прохождения Венеры по диску Солнца нужно, чтобы в момент нижнего соединения планеты с Солнцем она находилась вблизи узла её орбиты. У последовательных пар прохождений узлы чередуются. Текущая пара происходит вблизи нисходящего узла орбиты, поэтому для наблюдателей в Северном полушарии планета по диску Солнца перемещается сверху вниз и, как и для пары вблизи восходящего узла, слева направо. В 2004 году прохождение было на два дня позже — после прохождения нисходящего узла, поэтому хорда пути Венеры наблюдалась в нижней части Солнца, в 2012 году Венера прошла по диску Солнца до прохождения через нисходящий узел, поэтому эта хорда лежала в верхней части Солнца:248:14-15.